# Cours des Avocats
Le cours des Avocats est une voie située dans le 17e arrondissement de Paris, en France.

## Situation et accès
Le cours des avocats est une voie uniquement piétonne, qui commence rue André-Suarès et débouche sur le Parvis Robert-Badinter. Il mesure 55 mètres de long.

## Origine du nom
Ce cours est nommé en référence aux avocats, du fait de sa proximité avec la Maison des avocats, siège de l'Ordre des avocats de Paris, seul bâtiment dont l'entrée donne à cette adresse.

## Historique
Identifiée à l'origine sous le nom voie CQ/17, cette voie privée non inscrite à la liste des voies privées ouvertes à la circulation publique, créée lors de la construction du tribunal judiciaire de Paris, achevé en 2018, a pris ce nom par arrêté du 25 février 2020.